# Nishimera
Nishimera (jap. 西米良村 Nishimera-son) – wieś w Japonii, w prefekturze Miyazaki. Według danych na rok 2020 miejscowość zamieszkiwało 1 082 mieszkańców, a gęstość zaludnienia wyniosła 4 os./km².